# 揚克斯 (喬治亞州)
揚克斯（英語：Yonkers）是位於美國喬治亞州道奇縣的一個非建制地區。該地的面積和人口皆未知。

## 地理
揚克斯的座標為32°21′59″N 83°13′00″W / 32.36639°N 83.21667°W，而該地的平均海拔高度為87米（即285英尺）。